# الرحبة (أبو ظبي)
الرحبة مدينة إماراتية تتبع إمارة أبوظبي في الإمارات العربية المتحدة. تتميز المدينة بكثرة مزارعها، وبوجود مستشفى الرحبة.

## نبذة عامة
نبعد الرحبة نحو 50 كيلومتراً عن مركز العاصمة أبوظبي، كما تقع في منتصف الطريق بين العاصمة أبوظبي وإمارة دبي. تتألف الرحبة من مربعات سكنية مرتبة أبجدياً يضم كل مربع منها عدداً من الفلل السكنية التي بدأ إنشاؤها منذ منتصف التسعينات الميلادية، يحدها من جهة الغرب مدينة الشهامة ومن الشرق السمحة والشليلة، ومن الشمال منطقة المزارع والخور، ومن الجنوب منطقة العجبان. تمتاز الرحبة بكثرة المزارع في محيطها، واستوطنتها أنواع مختلفة من الطيور كالبلبل أبيض الخد والقبرة والحجل وغيرها. يعتبر مستشفى الرحبة أول مستشفى حكومي في الدولة حاصل على شهادة الاعتراف الدولي من قبل الهيئة الدولية المشتركة، كما نال جائزة أفضل مستشفى على مستوى جودة الخدمات لعام 2008 من بين المستشفيات الحكومية بأبوظبي من قبل هيئة الصحة في إمارة أبوظبي، تقع المستشفى على مقربة من الطريق السريع بين أبوظبي ودبي، وافتتح رسمياً في 16 أغسطس 2003.

## مستشفى الرحبة
تأسس مستشفى الرحبة في عام 2003 بهدف تحسين مستوى الخدمات الصحية المقدمة لسكان أبو ظبي، حيث يُعد المستشفى مرفقاً عاماً لتقديم خدمات الرعاية التخصصية المتقدمة، يضم 190 سريراً، يقع بقرب طريق أبوظبي دبي الرئيسي، وتديره مؤسسة جونز هوبكنز الطبية العالمية منذ شهر يونيو 2008. في عام 2006 حصل مستشفى الرحبة على اعتماد اللجنة المشتركة الدولية (JCI) ليكون بذلك أول مستشفى عام في دولة الإمارات العربية المتحدة يحصل على الاعتماد، وقد أعيد اعتماده من قبل اللجنة المشتركة الدولية في عام 2009 وعام 2012. مستشفى الرحبة هو جزء من المنظومة الصحية لشركة صحة المسؤولة عن إدارة وتطوير المستشفيات والعيادات العامة في إمارة أبوظبي.